# Robert Jashari
Robert Maksim Jashari, znany także jako Bert Jashari (ur. 2 lutego 1938 w Tiranie, zm. 22 stycznia 2022 tamże) – albański piłkarz i trener piłkarski, w latach 1963–1965 reprezentant Albanii, król strzelców Kategorii e Parë z lat 1964–1965.

## Życie prywatne
Miał brata Maksima. Ich ojciec ukończył studia w Rzymie i zmarł w 1941 roku, natomiast matka poślubiła po II wojnie światowej Włocha, z którym miała syna Maria; obaj jednak wyjechali do Włoch, podczas gdy kobieta została w Albanii.